# Ryż złoty

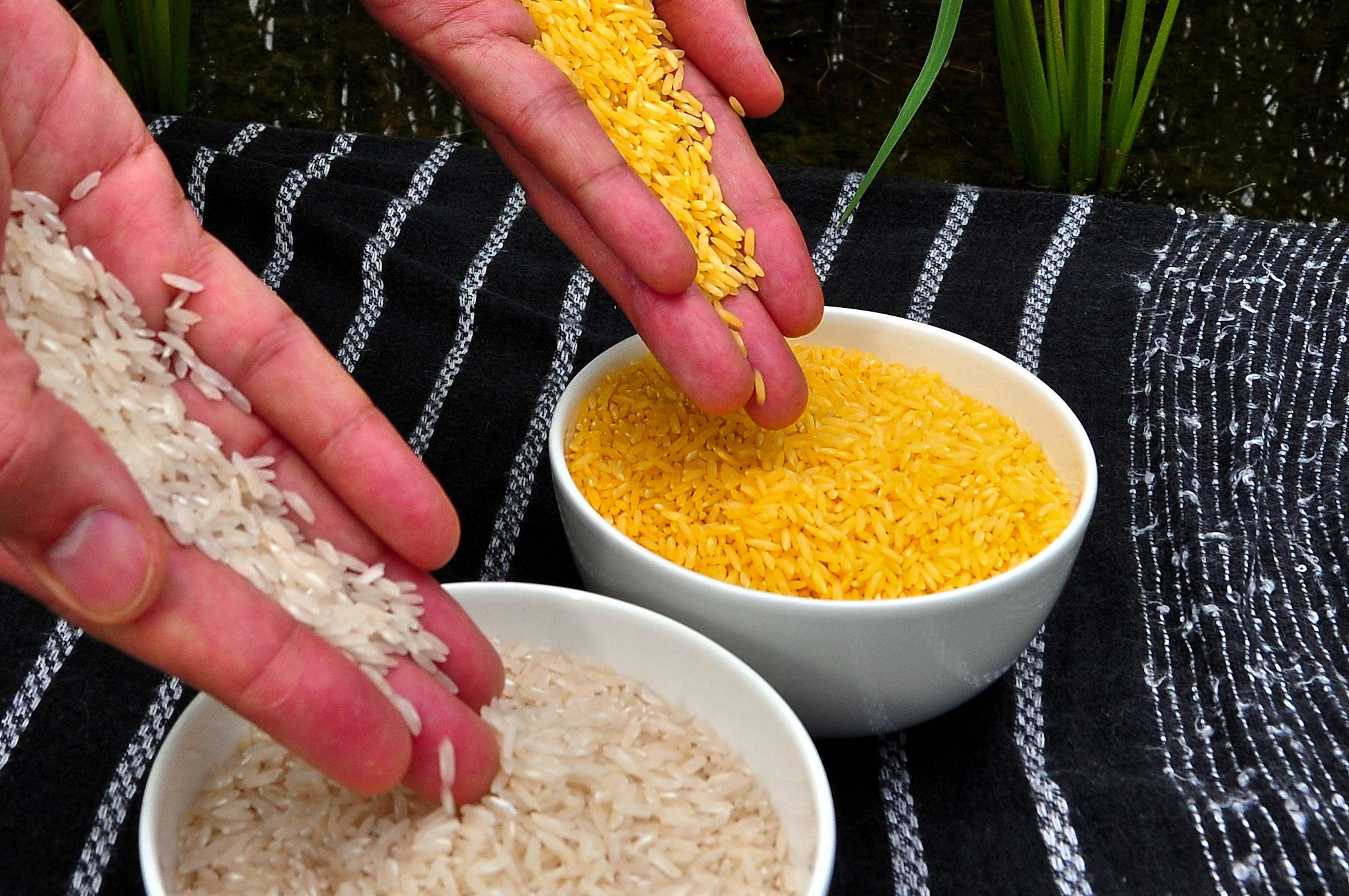
Ryż klasyczny oraz złoty ryż

Ryż złoty – odmiana ryżu siewnego (Oryza sativa L.) uzyskana metodami inżynierii genetycznej syntetyzująca β-karoten w bielmie nasion.
Odmiana powstała z myślą o niedożywionej ludności krajów rozwijających się, w których dzieci zapadają na ślepotę zmierzchową z uwagi na brak witaminy A (β-karoten zawarty w jadalnych częściach tego ryżu jest prowitaminą A). Nazwa ma związek z żółtym kolorem pozbawionych łupiny nasiennej ziaren ryżu. Projekt stworzenia odmiany ryżu zawierającego prowitaminę A jest realizowany przez Ingo Potrykusa i Petera Beyera oraz zespół badawczy firmy biotechnologicznej Syngenta.
Tworzona odmiana zawiera dodatkowe geny:
- psy – kodujący syntazę fitoenu, pierwotnie pochodzący z narcyza trąbkowego (Narcissus pseudonarcissus), w nowszej wersji z kukurydzy,
- crtI – kodujący desaturazę fitoenu, pochodzący z bakterii Erwinia uredovora.

## Historia projektu

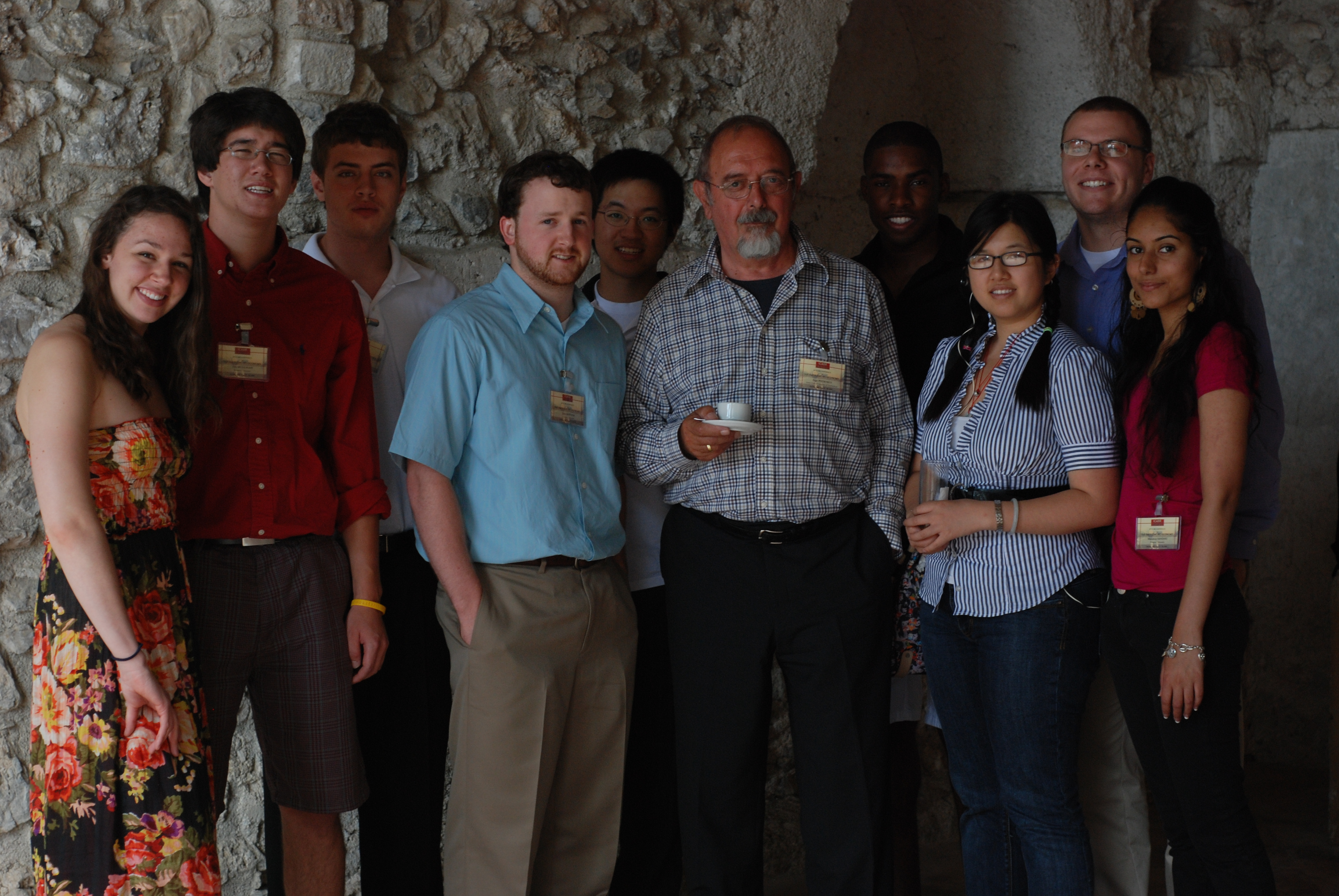
Grupa twórców złotego ryżu z Ingo Potrykusem

Stworzenie nowej odmiany ryżu ma na celu dostarczenie bogatszej w składniki odżywcze żywności biednej ludności krajów rozwijających się. Projekt od początku miał charakter humanitarny. Pierwszymi instytucjami finansującymi prace naukowców były Fundacja Rockefellera oraz Wspólnota Europejska. Warunkiem finansowania przez Wspólnotę Europejską był udział partnera przemysłowego. Partnerem tym została firma Zeneca, która już w trakcie prac badawczych połączyła się z firmą Novartis, będącej częścią koncernu Syngenta. W efekcie udziału zarówno instytucji działających niekomercyjnie jak i firm licencje na wykorzystanie stworzonej odmiany ryżu mogą mieć charakter niekomercyjny lub komercyjny. W trakcie prac do grona instytucji finansujących dołączyły kolejne organizacje: Fundacja Billa & Melindy Gates (Grand Challenges in Global Health Initiative), USAID, ministerstwo rolnictwa Filipin, HarvestPlus, Swiss Federal Funding, Fundacja Syngenta. W roku 2013 złożono wniosek do organów administracji Filipin. Jego pozytywne zatwierdzenie umożliwi dostarczenie rolnikom opracowanej odmiany ryżu. Inne kraje, w których złoty ryż może być dostarczany biednym rolnikom, to: Chiny, Indie, Bangladesz, Indonezja i Wietnam.

## Technika modyfikacji

Schemat syntezy β-karotenu

Na podstawie istniejącej wcześniej wiedzy twórcy złotego ryżu ustalili, że synteza β-karotenu w bielmie nasion ryżu byłaby możliwa po wprowadzeniu czterech genów kodujących cztery enzymy roślinne (syntaza fitoenu, dwie desaturazy ζ-karotenu i β-cyklaza likopenu). Prostszym sposobem było wprowadzenie bakteryjnej desaturazy karotenu zdolnej do wprowadzenia wszystkich czterech wiązań podwójnych. Pierwsze próby wprowadzania dodatkowych genów realizowano z użyciem metody mikrobombardowania, ale nie udało się uzyskać komórek z dodatkowymi genami. Drugą zastosowaną metodą było użycie Agrobacterium. Z użyciem bakterii wprowadzano trzy różne wektory. Pierwszy, pB19hpc, zawierał zarówno gen syntazy fitoenu (psy) jak i gen desaturazy fitoenu (crtl). Do genu crtl dodany został odcinek DNA odpowiedzialny za kodowanie peptydu umożliwiającego przenoszenie przez błony plastydów pochodzący z genu małej podjednostki Rubisco grochu. W wektorze umieszczony był również marker genowy aphIV. Geny zostały uzupełnione o sekwencję promotora regulowanego przez glutelinę wytwarzaną w bielmie nasion. Drugi wektor, pZPsC, zawierał oba geny niezbędne do syntezy karotenu, jednak pozbawiony był genu markerowego. Wraz z wektorem pZPsC stosowano wektor pZCycH zawierający gen markerowy aphIV, odcinek promotora kontrolowany przez glutelinę oraz gen β-cyklazy likopenu z Narcissus pseudonarcissus. Uzyskane transgeniczne rośliny wytwarzały nasiona z bielmem wzbogaconym w β-karoten. Rośliny transformowane podwójnie pZPsC/pZCycH zawierały więcej karotenoidów. Naukowcy zaobserwowali, że rośliny z pB19hpc nie miały odmiennej barwy świadczącej o obecności likopenu. Zawartość β-karotenu w bielmie transformowanego ryżu wynosiła 1,6 μg g-1 suchej masy.

## Skuteczność
Według raportów WHO w roku 2009 i 2012 niedobór witaminy A (VAD) występował u 190-250 mln dzieci w wieku przedszkolnym. Śmiertelność związana z VAD wynosi 24-34%. W roku 2009 niedobór witaminy A był przyczyną śmierci około 8,1 mln dzieci w wieku poniżej 5 lat. Opracowane dotychczas wersje złotego ryżu zawierają do 37 μg prowitaminy (łączna ilość karotenoidów ulegających przekształceniu do witaminy A) w gramie suchej masy ziaren. Badania medyczne wykazały, że stworzona przez naukowców odmiana ryżu jest w stanie zaspokoić potrzeby organizmu człowieka. Oznacza to, że zarówno odpowiednia ilość karotenoidów jest przyswajana, jak i powstaje z nich odpowiednia ilość witaminy A. Miska ugotowanego ryżu (100-150 g) jest w stanie zaspokoić około 60% dziennego zapotrzebowania na witaminę A dzieci w wieku 6-8 lat.